# Aplastodiscus
Aplastodiscus é um gênero de anfíbios da família Hylidae.

## Espécies
As seguintes espécies são reconhecidas:
- Aplastodiscus albofrenatus (A. Lutz, 1924)
- Aplastodiscus albosignatus (A. Lutz and B. Lutz, 1938)
- Aplastodiscus arildae (Cruz and Peixoto, 1987)
- Aplastodiscus cavicola (Cruz and Peixoto, 1985)
- Aplastodiscus cochranae (Mertens, 1952)
- Aplastodiscus ehrhardti (Müller, 1924)
- Aplastodiscus eugenioi (Carvalho-e-Silva and Carvalho-e-Silva, 2005)
- Aplastodiscus flumineus (Cruz and Peixoto, 1985)
- Aplastodiscus heterophonicus Pinheiro, Pezzuti, Berneck, Lyra, Lima & Leite, 2021[2]
- Aplastodiscus ibirapitanga (Cruz, Pimenta, and Silvano, 2003)
- Aplastodiscus leucopygius (Cruz and Peixoto, 1985)
- Aplastodiscus lutzorum (Berneck, Giaretta, Brandao, Cruz & Haddad, 2017)
- Aplastodiscus musicus (B. Lutz, 1948)
- Aplastodiscus perviridis A. Lutz in B. Lutz, 1950
- Aplastodiscus sibilatus (Cruz, Pimenta, and Silvano, 2003)
- Aplastodiscus weygoldti (Cruz and Peixoto, 1987)